# Жан Гріцфельдт
Жан Гріцфельдт (нар. 21 квітня 1989, Київ) — український модельєр, засновник бренду Jean Gritsfeldt, діджей, співак.

## Кар'єра
Випускник Київського національного університету технологій та дизайну 2011 року. Дебютував на подіумі Українського тижня моди у 2012 році.
У 2017 році був номінований на премію Best Fashion Awards як найкращий дизайнер чоловічого одягу, але нагороду отримав Олександр Каневський. У цьому ж році роботи Гріцфельдт був один з семи молодих українських дизайнерів, яких було обрано представляти Україну на міжнародній виставці моди в рамках London Fashion Week.
З 2016 року в рамках Українського тижня моди організовував покази-перформанси у нестандартних місцях: арена цирку, злітна смуга в одному з терміналів аеропорту «Бориспіль», Центральний залізничний вокзал у Києві, центральний РАЦС Києва, автобусний парк № 7 Дарницького району.
У 2019 році виступив наставником учасників прем'єрного проєкту Нового каналу «Подіум». Того ж року був номінований на премію Best Fashion Awards у номінації «За найкращу fashion-постановку».
У 2022 році разом з Лілією Літковською, Христиною Бобковою та Іриною Джус переміг у конкурсі від Fashion Council Germany на показ своєї колекції під час Mercedes-Benz Fashion Week у Берліні. При цьому не зміг бути присутнім особисто, колекція створювалася дистанційно в Берліні і була присвячена війні в Україні. Продовження свого модного протесту представив під час Berlin Fashion Week у 2023 році.
Окрім дизайну одягу, займається ді-джеінгом та пише пісні в жанрі романтичний денс-поп. У 2021 році випустив дебютний кліп на авторську пісню «Звезды замерзли». У ролику презентували нову колекцію бренду Jean Gritsfeldt сезону осінь-зима 21/22, що отримала назву «Ми заручники сузір'їв». У жовтні 2023 презентував англомовний мініальбом «Born in Kyiv: Disco Hooligan».

## Стиль
Для його стилю характерні складний крій, різноманітність фактур та яскраві кольори.
Для Жана Гріцфельдта також важливо працювати максимально екологічно. Він використовує перероблені волокна на біологічній основі, використовує матеріали з перероблених ПЕТ-пляшок. Його светри для показу 2023 року виготовлені з переробленого трикотажу, а всі барвники на рослинній основі.

## Відзнаки
- Переможець Bazaar Fashion Forward 2013 року в номінації «Фешн-дизайнер»[16].
- Визнаний дизайнером 2022 року на Тижні моди у Гельсінкі[17].